# Vjatsjeslav Ivanenko
Vjatsjeslav Ivanovitsj Ivanenko (Russisch: Вячеслав Иванович Иваненко) (Kemerovo, 3 maart 1961) is een voormalig Sovjet-Russisch snelwandelaar. Eind jaren tachtig boekte hij enkele grote successen bij het 50 km snelwandelen.
Op het het EK 1986 in Stuttgart won Ivanenko een zilveren medaille, achter Hartwig Gauder (goud) uit de DDR en voor zijn landgenoot Valeriy Suntsov (brons). Op het WK een jaar later eindigt hij als derde achter weer Hartwig Gauder (goud) en Ronald Weigel (zilver), ook uit de DDR.
Op de Olympische Spelen van 1988 in Seoel slaagt hij er in om goud te winnen, ditmaal voor Weigel (zilver) en Gauder (brons). Zijn tijd van 3:28.29, zijn PR, is nog altijd het actuele Olympisch record (peildatum juni 2008).
Ivanenko is in het snelwandelen terechtgekomen, nadat hij naar zijn werk ging wandelen vanwege last van zijn rug. Op televisie had hij gezien dat wandelen daar goed tegen was. Hij woonde in Siberië zo'n vier kilometer van zijn werk. Bij koud weer moest hij flink doorlopen en werd opgemerkt door een snelwandeltrainer, die onder de indruk was van zijn tempo en hem uitnodigde om te komen trainen. Enkele jaren later was hij wereldtopper.

## Titels
- Olympisch kampioen 50 km snelwandelen – 1988
- Sovjet-Russisch kampioen 20 km snelwandelen – 1987
- Sovjet-Russisch kampioen 50 km snelwandelen – 1988

## Persoonlijke records
| Onderdeel          | Prestatie | Datum             | Plaats |
| ------------------ | --------- | ----------------- | ------ |
| 20 km snelwandelen | 1:21.28   | 1987              |        |
| 50 km snelwandelen | 3:28.29   | 30 september 1988 | Seoel  |

## Palmares

### 20 km snelwandelen
- 1986: 6e Goodwill Games - 1:25.00

### 50 km snelwandelen
- 1986:  EK - 3:41.54
- 1987: 4e Wereldbeker - 3:44.02
- 1987:  WK - 3:44.02
- 1988:  OS - 3:38.29

1932: Thomas Green ·
1936: Harold Whitlock ·
1948: John Ljunggren ·
1952: Pino Dordoni ·
1956: Norman Read ·
1960: Don Thompson ·
1964: Abdon Pamich ·
1968: Christoph Höhne ·
1972: Bernd Kannenberg ·
1980: Hartwig Gauder ·
1984: Raúl González ·
1988: Vjatsjeslav Ivanenko ·
1992: Andrej Perlov ·
1996: Robert Korzeniowski ·
2000: Robert Korzeniowski ·
2004: Robert Korzeniowski ·
2008: Alex Schwazer ·
2012: Jared Tallent ·
2016: Matej Tóth ·
2020: Dawid Tomala